# Sandro Bonvissuto
Sandro Bonvissuto (Roma, 1º giugno 1970) è uno scrittore italiano.

## Biografia
Laureato in filosofia alla Sapienza - Università di Roma nel 2009, esordisce come scrittore nel 2010, pubblicando la raccolta Nostalgia del vento (Amaranta editrice) composta da tre racconti. Nel 2012 pubblica per Giulio Einaudi Editore la raccolta di racconti Dentro, con cui vince il Premio Chiara 2013 (davanti a Marco Vichi e Mauro Corona) ed è selezionato tra i finalisti del Premio Dessì 2012. Sempre per Einaudi nel 2013 è coautore dell'antologia Scena Padre e nel 2020 dà alle stampe il romanzo La gioia fa parecchio rumore.

## Opere

### Racconti
- Nostalgia del vento, Roma, Amaranta Editrice, 2010 ISBN 9788890489617.
- Dentro, Torino, Einaudi, 2012 ISBN 978-88-06-20844-8.

### Romanzi
- La gioia fa parecchio rumore, Torino, Einaudi, 2020 ISBN 978-88-06-21772-3.

### Antologie
- Scena padre, Torino, Einaudi, 2013 ISBN 978-88-06-21776-1.